# Stari trg pri Ložu
Stari trg pri Ložu – wieś w Słowenii, w gminie Loška dolina. W 2018 roku liczyła 814 mieszkańców.